# Аккирський сільський округ
Акки́рський сільський округ (каз. Аққыр ауылдық округі, рос. Аккырский сельский округ) — адміністративна одиниця у складі Жалагаського району Кизилординської області Казахстану. Адміністративний центр та єдиний населений пункт — село Аккир.
Населення — 1062 особи (2021; 1113 у 2009, 1386 у 1999, 2130 у 1989).
Станом на 1989 рік існувала Аккирська сільська рада (села Аккир, Шаргелтай).

## Склад
До складу округу входять такі населені пункти:
| Населений пункт | Населення, осіб (1989) | Населення, осіб (1999) | Населення, осіб (2009) | Населення, осіб (2021) |
| --------------- | ---------------------- | ---------------------- | ---------------------- | ---------------------- |
| Аккир, село     | 1245                   | 1386                   | 1113                   | 1062                   |
| Шаргелтай, село | 351                    | -                      | -                      | -                      |